# Feldzüge Samory Tourés
Die Feldzüge Samory Tourés waren Militäroperationen des Almamyi Samory Touré, der in Guinea, Mali und einigen anderen Staaten Westafrikas als Protagonist antikolonialen Widerstandes gegen die französische Vormacht angesehen wird. Von seinen zeitgenössischen Gegnern mit Bewertungen von „genialer Stratege“ bis „blutrünstiger Sklavenhändler“ versehen, gelang ihm zwischen 1865 und 1898 die Wiederherstellung eines großen Teils des Malireiches. Mit britischer Unterstützung erlangte er einige über das sonstige Maß des antikolonialen Widerstandes in Afrika hinausgehende Erfolge gegen Frankreich, dem sein Herrschaftsgebiet in der Berliner Konferenz überlassen wurde.

## Afrikanische Gegner
Nach dem Zusammenbruch des Reichs von El Hadj Umar Tall nach dessen Tod 1864 begannen dessen Satrapen Kriege untereinander. In diese Kämpfe mischte sich Samory seit 1867 vermehrt ein und begann von der Basis seines Herkunftsdorfes Sanankoro aus mit der Ausdehnung seines Herrschaftsgebietes.
1876 gelang ihm der Erwerb englischer Hinterladergewehre über Händler aus Sierra Leone, diesen Vorteil gegenüber seinen noch mit Vorderladergewehren ausgerüsteten Gegnern nutzend, setzte er sich im gleichen Jahr in den Besitz des goldreichen Buré-Distriktes im Grenzgebiet zwischen dem heutigen Guinea und Mali und rief 1878 in Bissandougou das Wasulu-Reich aus, indem er sich zum 'faama' (Oberbefehlshaber) erklärte.
1881 setzte er sich nach hartem Kampf in den Besitz der wichtigen Handelsstadt Kankan und hatte damit den Kolanusshandel in der Hand. Außerdem nahm er Verhandlungen mit den Briten in Sierra Leone auf und bot dem theokratischen Fulbestaat im Fouta Djalon, der durch dynastische Kämpfe geschwächt war, seinen Schutz an.

## Konflikte mit den Franzosen
Im Februar 1882 kam es zu einem ersten Zusammenstoß zwischen den Truppen Samorys und einer französischen Einheit, als diese dem belagerten Keniera zu Hilfe eilten. Der König von Keniera hatte einen Protektoratsvertrag mit Frankreich. Samory gelang es, die Franzosen zum Rückzug zu zwingen und Keniera einzunehmen.

Samory dehnte seinen Herrschaftsbereich in Richtung Liberia aus, um sich den Rücken freizuhalten. 
Als Combes 1885 eine Einnahme der für Samory lebenswichtigen Goldfelder von Buré in Angriff nahm, holte Samory zum Gegenschlag aus. Er teilte seine Armee in drei Kolonnen auf und attackierte mit jeder die Franzosen an einer anderen Stelle.

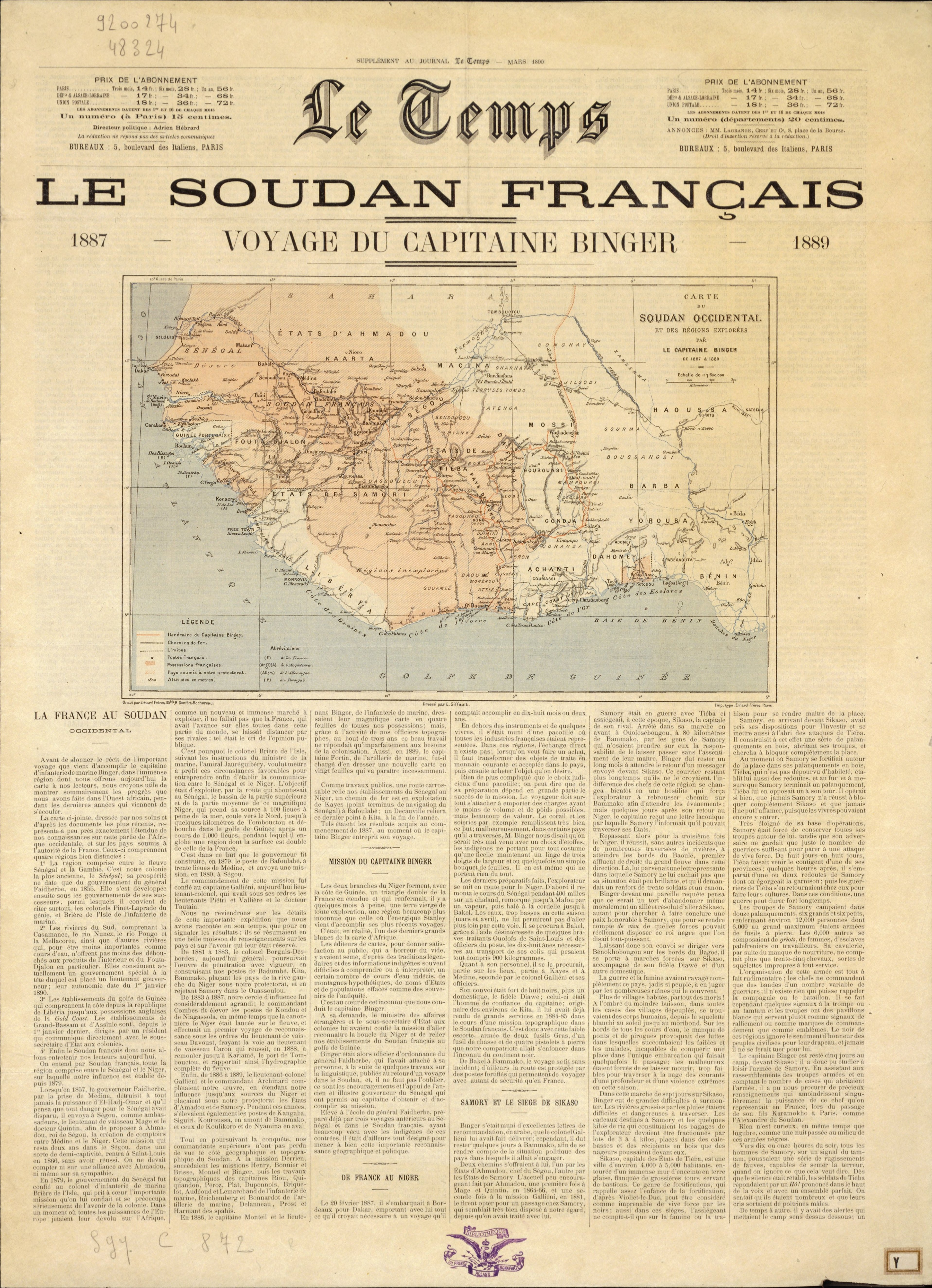
Das Herrschaftsgebiet von Samory Touré (auf der Titelseite einer zeitgenössischen Illustrierten)

## Rückzug, Verlagerung des Reiches und Niederlage
Im Jahr 1887 verfügte Samory über eine Armee aus 30.000 bis 35.000 Infanteristen, nach europäischem Modell in Zügen und Kompanien strukturiert, und aus 3.000 Kavalleristen, die in Eskadronen von je 50 Reitern handelten.
Unter ständigem Druck der Franzosen, die geschickt Aufstände im Samorys Herrschaftsbereich ausnutzten, wich dieser auf das rechte Nigerufer zurück und unterzeichnete verschiedene Verträge mit den Franzosen. (vgl. Französische Feldzüge in Westafrika – Verträge mit Samory)
Im März 1891 griff Oberst Archinard Kankan an, Samory, um die Fähigkeiten der Kolonialartillerie wissend, verlegte sich auf einen Bewegungskrieg und gab die Stadt auf. Abgesehen von isolierten Erfolgen (Dabadugu im September 1891) gelang es Samory nicht, die Franzosen wieder aus seinem Kernland zu vertreiben.
Im Juni 1892, kurz vor Einsetzen der Regenzeit, gelang es Archinards Nachfolger, Humbert, Bissandougou, Samorys Hauptstadt, einzunehmen. Im gleichen Jahr stellten die Briten in Übereinstimmung mit den Beschlüssen der Brüsseler Waffenkonferenz von 1890 die Lieferungen an Samory ein.
Samory zog sich darauf nach Osten zurück und versuchte, den Bandama und den Comoé zu erreichen und zu überschreiten. Zwischen Sassandra und Weißem Volta etablierte er zwischen 1896 (Einnahme von Bouna) und 1897 ein neues Reich. Allerdings verlor er dadurch auch die Verbindung nach Liberia, aus dem er noch Waffen erhielt.
Im Februar 1897 versuchte eine Erkundungsmission unter dem Kommando von Blondiaux, Samory ausfindig zu machen. Die Franzosen rückten von Norden bis an die Grenze des Regenwaldgürtels vor. Im April 1897 vernichteten samorische Truppen eine englische Kolonne, die Wa (Ghana) und Bouna einnehmen sollte. Am 18. Mai 1897 nahmen Samorys Truppen das widerständische, bis dahin unabhängige Kong ein und zerstörten es; im Juli 1897 erfolgt Einnahme und Zerstörung von Noumoudagha. Vorhuten gelangten bis nach Bobo-Dioulasso.

Während der Regenzeit (Juli–August) 1897 scheiterten letzte Verhandlungen mit den Franzosen. Samory wollte ihnen Bouna abtreten, jedoch wurde die Kolonne unter dem Befehl von Braulot, die Bouna in Besitz nehmen sollte, auf dem Weg dorthin durch usurpierende Truppen Samorys vernichtet, Braulot fand den Tod. Samory nahm diesen Vorfall hin, und Ende 1897 befahl er den Bau einer Festung für den Endkampf, die er „Bori-Bana“ (Die Flucht ist beendet) nannte.